# Giovanni Trussardi Volpi
Giovanni Trussardi Volpi (Clusone, 19 agosto 1875 – Lovere, 20 settembre 1921) è stato un pittore italiano.

## Biografia
Giovanni mantenne i due cognomi, il cognome paterno e materno, non solo per rispetto alla madre che perse in tenera età, ma anche dello zio Giuliano Volpi, pittore e intagliatore di Lovere, suo primo insegnante, e anche per differenziarsi dal cugino Giacinto Trussardi ritrattista clusonese, che firmava le sue opere con le medesime iniziali.
Compì i suoi studi all'Accademia Carrara di Bergamo avendo come
insegnanti Cesare Tallone e Ponziano Loverini.
Divenne professore presso l'Accademia di belle arti di Firenze, insegnò poi all'Accademia di belle arti di Bologna, ma l'insegnamento non fu certo il suo desiderio, preferendo restare libero di esercitare la professione artistica.

A Roma, dove si fermò per una ventina di anni, incontrò Antonio Mancini che lo aiutò ad aprire un suo studio facendolo entrare nel mondo artistico romano, tanto da essere presente all'Esposizione internazionale di Milano del 1906.Il pittore praticò le diverse tecniche di pittura, sia ad olio, acquarello, pastello e carboncino. La sua fu una pittura vivace che gli procurò, in particolare per i ritratti, numerosi clienti tra i diplomatici stranieri presenti a Roma.

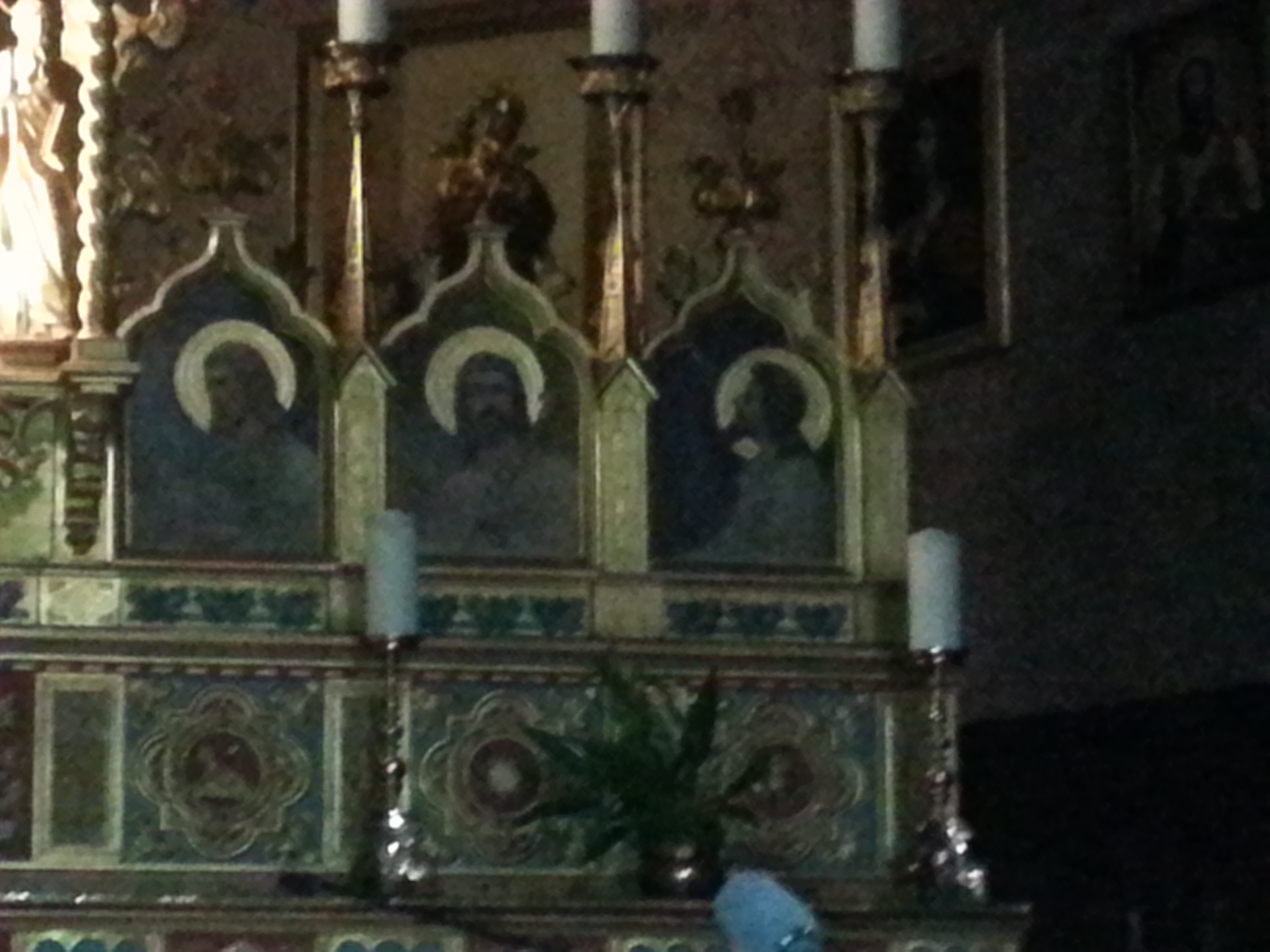
Chiesa del Paradiso Altare Maggiore- Giovanni Trussardi Volpi

L'arciprete Gusmini di Clusone, nel 1897, gli commissionò le sei tavoletti ai lati del tabernacolo per la chiesa del Paradiso, raffiguranti i ritratti della Maria Vergine e dei Profeti della chiesa, e il ritratto del vescovo Marelli. Mentre dipinse il ritratto del Cardinale Giorgio Gusmini nel 1916.
Trussardi Volpi muore improvvisamente a Lovere lasciando tra le sue opere numerosi ritratti.
Le sue opere sono visibili nella raccolta Sant'Andrea esposta presso il MAT (Museo Arte Tempo) a Clusone e presso l'Accademia Tadini a Lovere.